# Joël Haroche
Pour les articles homonymes, voir Haroche.
Joël Haroche, né à Casablanca (Maroc) en 1947, est un éditeur, avocat, patron de presse et romancier français.

## Biographie
Joël Haroche est le fils d'Albert Haroche, avocat parisien d'origine séfarade né au Maroc, et de Valentine Roublev, enseignante d'origine russe ashkénaze d'Odessa dont la famille a émigré à Casablanca après la Révolution d'Octobre,,. À la fin du Protectorat français, la famille Haroche rejoint la France, en 1956. 
Après avoir été avocat à Paris pendant une quinzaine d’années, Joël Haroche fonde et dirige avec son frère Gilles le Journal international de médecine, puis il crée la revue multimédia Médecine Interactive. Pendant cette période, il rencontre, interviewe et filme les plus grands noms de la médecine mondiale. 
Laissant l’édition derrière lui, il se lance dans l’écriture en 2005 avec un premier roman publié chez Denoël, Le Petit Loukoum, qu’il signe sous le pseudonyme de Josh Harel. Il reprend son véritable nom pour son deuxième ouvrage, L’Affaire Rosenblatt, confié aux éditions Grasset et paru en février 2017.
Joel Haroche est le père du chanteur et écrivain Raphaël Haroche et le frère du Prix Nobel de Physique Serge Haroche.

## Œuvres

### Romans

#### Le Petit Loukoum
Coincé entre une mère bipolaire, capable de tous les excès et l'ombre d'un père disparu, le jeune Abel raconte avec humour et tendresse l'été de ses dix ans. 
Le petit Loukoum a reçu un accueil favorable de la critique. Ainsi Catherine Le Ferrand écrit-elle dans À voir à Lire : « Le Petit Loukoum a la légèreté que méritent les sujets graves. Abel vit de plain-pied une famille en folie, et sait depuis toujours que les fées qui se sont penchées sur son berceau lui ont laissé en prime un imbroglio politique avec lequel il devra grandir […]. Josh Harel sait certainement qu’en matière de sucreries, il en faut pour tous les goûts, et son loukoum a des allures de friandise familiale, tour à tour tendre, drôle, perfide ou complice… Une sorte de péché mignon. »

#### L’Affaire Rosenblatt
Une famille juive plutôt bancale, égarée au Texas, s'entiche d’un couple à la dérive : lui est un Marine dyslexique en rupture de ban, elle, la délicieuse épouse soviétique qui lui sert de punchingball. Bientôt, cette amitié va propulser la famille Rosenblatt dans l’une des pages les plus tragiques de l’Histoire américaine. Nous sommes à Dallas un certain 22 novembre 1963…
L’Affaire Rosenblatt a eu droit à de nombreuses critiques élogieuses et fait l'objet de plusieurs chroniques et interviews, notamment sur Europe 1 et France Info. À son propos, Astrid de Larminat écrit dans Le Figaro: « C’est la grandeur de la comédie que d’exprimer une colère sans faire de mal, de porter une charge virulente avec une infinie tendresse, de donner à penser sans ennuyer, de traduire un désarroi sans désespoir, de faire fi de la vraisemblance parce que la vie est comme ça. L’ultime coup de théâtre est d’ailleurs un pied de nez aux désirs bourgeois du jeune narrateur : et si les fous avaient raison de croire à leur rêve et à l’impossible ? ». Jacques Nerson, dans L’Obs écrit : « Qui a lu Portnoy et son complexe de Philip Roth ne sera pas dépaysé. » Sa chronique se conclut sur ces deux mots : « Quel festin ! »
Les Dernières Nouvelles d’Alsace voient dans L'Affaire Rosenblatt « un portrait de l’Amérique blanche des classes moyennes dans les États du sud, à l’orée des années 1960. »

### Ouvrage collectif
Joël Haroche a rédigé le chapitre « Antijudaïsme » dans le Dictionnaire des Anti-lumières et des anti-philosophes, publié aux Éditions Honoré Champion, en  juillet 2017.

## Distinctions
Joël Haroche a reçu, pour L'Affaire Rosenblatt, le Prix littéraire Gabrielle-d’Estrées 2017, succédant ainsi à Sorj Chalandon, Tatiana de Rosnay ou Yasmina Khadra. Il a été la même année finaliste du Prix Ouest-France Étonnants Voyageurs. L'ouvrage a été l'un des trois derniers romans en lice pour le Prix des Lecteurs de la Foire du livre de Brive-la-Gaillarde, décerné en novembre 2017. Un an après Bernard-Henri Levy, Joël Haroche s'est aussi vu attribuer le prix Jérome Cahen 2017 pour L'affaire Rosenblatt.